# Феттес, Марк
Марк Феттес (англ. Mark Fettes, р. 1961) — канадский биолог и деятель эсперанто-движения, президент Всемирной эсперанто-ассоциации с 2013 года.
Родился в США, в возрасте десяти лет переехал с семьёй в Новую Зеландию. В последнем классе средней школы получил стипендию на обучение в Кембриджском университете, где получил ученую степень в области естественных наук, затем вёл исследования в области молекулярной генетики в Университете Британской Колумбии (Канада) и защитил диссертацию в 1986 году, после чего отошёл от научной работы и полностью посвятил себя эсперанто-движению.
Марк изучил эсперанто в 14-летнем возрасте, при активном участии своего дяди Кристофера Феттеса — ирландского эсперантиста и общественного деятеля. Во время учёбы в Кембридже Марк принимал активное участие в движении эсперантистов, был членом местного оргкомитета 69-го Всемирного конгресса эсперантистов, проходившего в Ванкувере в 1984 году. После отхода от научной работы Марк Феттес начал работать в центральном аппарате Всемирной эсперанто-ассоциации (UEA). С января 1987 года по декабрь 1991 года редактировал журнал Эсперанто — главное издание Всемирной эсперанто-ассоциации, а также восстановил информационный отдел UEA и приобрёл популярность как организатор. В 1990 году Феттес написал эссе на тему «Один язык для Европы», которое было удостоено награды Ассоциации европейских исследований.
В 1990 году М. Феттес женился на канадке Беверли Олдс и в 1992 году переехал с семьёй в Оттаву. В 1992 году на 77-м Всемирном конгрессе эсперантистов в Вене он был избран в состав Правления UEA, в 1994—1996 годах был Генеральным секретарём UEA.
На 81-м Всемирном конгрессе эсперантистов в Праге в 1996 году он был в числе разработчиков Пражского манифеста и организовал первый Нитобе-симпозиум, труды которого позже появились в книге «К лингвистической демократии» (эсп. Al lingva demokratio).
В 1992—1995 годах М. Феттес был редактором рубрики «Всемирная деревня» (эсп. La monda vilaĝo) в эсперантистском ежемесячнике «Монато».
В 2000 году М. Феттес получил докторскую степень в Торонтском университете и в том же году переехал с семьей в Ванкувер. С 2001 года работает на факультете образования университета Саймона Фрейзера (Ванкувер).
С 1995 года М. Феттес сотрудничает с исследовательской организацией Esperantic Studies Foundation (ESF), в 2000 году стал её первым генеральным директором. В 2001 году организовал коллоквиум «эсперанто и образование» в американском городе Арлингтон, что привело к созданию проектов edukado.net и Lernu. После устройства в университет Саймона Фрейзера Феттес остался вице-президентом и членом совета ESF, где остаётся до настоящего времени, курирует сотрудничество ESF с E@I и другие проекты.
20 июля 2013 года на 98-м Всемирном конгрессе эсперантистов в Рейкьявике Марк Феттес был избран президентом UEA. В Правлении UEA он курирует направление «Управление развитием» и отвечает за стратегическое планирование, финансы, работу центрального аппарата, политику в отношении Всемирных конгрессов эсперантистов и Всемирной молодёжной организации эсперантистов, работу Центра исследований и документации по проблемам мировых языков и сайт uea.org.
У М. Феттеса трое детей: Адриан (1994), Кэтлин (1997) и Гэвин (2001), все трое говорят на эсперанто.